# Exopalaemon modestus
Exopalaemon modestus är en kräftdjursart som först beskrevs av Carl Bartholomäus Heller 1862.  Exopalaemon modestus ingår i släktet Exopalaemon och familjen Palaemonidae. Inga underarter finns listade i Catalogue of Life.